# Robert Sheckley
Robert Sheckley, (Brooklyn, 1928. július 16. – Poughkeepsie, New York, 2005. december 9.) Hugo- és Nebula-díjas amerikai sci-fi író. Az 1950-es években kezdett publikálni sci-fi magazinokban.
Fantasztikus regényeiről és novelláiról híres, amelyekre az eleven, csavaros és legtöbbször komikus történetszövés jellemző. Műveiben a fő szerepet az emberi morál játssza. Szereplőit abszurd helyzetekbe helyezi, így megjelenik az ember a maga csupasz valójában.
Semmilyen műfaj nem nyújt olyan cselekvési szabadságot az írónak, mint a science-fiction. A világon mindent felölelhet, és fel is ölel, a csapongó kalandromantikától a szatíráig és a társadalomelemzésig.
Az SFWA (Amerikai Science Fiction és Fantasy Írók Egyesülete, Science Fiction and Fantasy Writers of America) 2001-ben Author Emeritus díjjal tüntette ki Sheckleyt.

## Élete
Robert Sheckley a New York-i Brooklynban született egy zsidó családban. Gyermekkorát (1931-től) a New Jersey-i Maplewoodban töltötte. A helyi Columbia High School középiskolába járt, ahol 1946-ban végzett.
A középiskolai tanulmányok után autóstoppal Kaliforniába utazott, ahol különböző alkalmi munkákat vállalt: volt díszkertész, perecárus, pincér, tejkihordó, raktáros és munkás egy nyakkendőműhelyben.
Még ugyanebben az évben (1946-ban) behívták katonának, majd Koreába vezényelték.A hadseregben eleinte őrszolgálatot ad, de rövidesen a katonai újság szerkesztője lesz, később pénztári írnok, végül a katonaegyüttes gitárosaként szerelt le 1948-ban.
A katonai szolgálat után a New York Egyetemre jelentkezett, ott végzett  kohómérnökként 1951-ben. Ekkor megházasodott, elvette első feleségét, Barbara Scadront. Egy gyermekük született, Jason. Sheckley ekkor néhány hónapig egy repülőgépüzemben dolgozott segédkohászként, amíg '51 végén bekövetkezett az áttörés: eladta első novelláját (Final Examination) az Imagination sci-fi magazinnak.
Az Imagination, Galaxy és egyéb magazinokban publikált, így rövidesen elismerést szerzett magának. Az 1950-es években jelentek meg első kötetei, eleinte novellagyűjtemények: Untouched by Human Hands (Ballantine, 1954), Citizen in Space (1955), Pilgrimage to Earth (Bantam, 1957 – magyarul: Zarándokút a Földre), valamint az Immortality, Inc. (magyarul: Halhatatlanság Rt.) c. regénye – ez először sorozatként jelent meg a Galaxy magazinban, 1958-ban.
Sheckley és Scadron 1956-ban elváltak, ám a következő évben az író ismét megházasodott, második felesége Ziva Kwitney. A pár Greenwich Village-ben lakott, 1964-ben megszületett leányuk, Alisa Kwitney, aki később maga is sikeres író lett. A Kingsley Amis által ünnepelt szerző már nagyobb kiadványokban is publikál, pl. szatirikus sztorikat a Playboyban. A sci-fi mellett egyéb műfajokkal is próbálkozik, az 1960-as években thrillereket ír. Ebben az időszakban több novelláskötete és regénye jelenik meg, egyik korai történetét (The 10th Victim) 1965-ben megfilmesítik.
Sheckley az 1970-es években Ibizán élt. 1972-ben elválik és megint megnősül, ezúttal Abby Schulmant veszi el, akivel Ibizán ismerkedett meg. Ebből a házasságból két gyermek születik, Anya és Jed.
1980-ban az író visszatér az Egyesült Államokba, és a frissen alapított OMNI magazin sci-fi szerkesztője lesz, 1981-ig, amikor otthagyja a magazint és nőül veszi negyedik feleségét, Jay Rothbellt. Európába utaznak, majd végül az oregoni Portlandben kötnek ki, ahol elválnak.
1990-ben Portlandben újabb házasság következik, felesége Gail Dana. Sheckley továbbra is a sci-fi műfajban alkot, de kém- és természetfeletti történeteket is ír. Ekkoriban társszerzőként együttműködik Roger Zelaznyval és Harry Harrisonnal.
2005-ben ukrajnai látogatása során komolyan megbetegedett és április 27-én Kijevben kórházba került. Állapota kezdetben igen súlyos volt, de később felépült és visszatért az Egyesült Államokba. Ekkor Dutchess megyében telepedett le (New York állam), leányai, Anya és Alisa közelében. November 20-án agyi aneurizma- (ütőértágulat) műtétet hajtottak végre rajta, ám ebből már nem épült föl.
Robert Sheckley 2005. december 9-én halt meg Poughkeepsie-ben.

## Regényei
- Szabad préda (Immortality, Inc., 1959)
- A státuscivilizáció (The Status Civilization, 1960)
- Kozmikus főnyeremény (Dimension of Miracles, 1969)
- The Alchemical Marriage of Alistair Crompton (1978)
- Dramocles (1983)
- A tizedik áldozat (The Tenth Victim, 1966)
- A halál árnyékában (Alien Harvest, 1995) (nem hivatalos Alien-regény)

## Novellái magyarul
- Nyomorszinten (f. Göncz Árpád, Galaktika 1.)
- A tökéletes asszony (The Perfect Woman, Göncz Árpád, Galaktika 1., Galaktika 146.)
- Nugent Miller és a lányok (The Girls and Nugent Miller, Göncz Árpád, Galaktika 1.)
- A Tranai (A Ticket to Tranai, 1955, Göncz Árpád, Galaktika 1.)
- Az álmok városa agyaglábakon (részlet a Kozmikus főnyeremény c. könyvből, Bars Sándor, Galaktika 9.)
- Specialista (Specialist, 1953, Borbás Mária, Galaktika 36.)
- A szörnyetegek (The Monsters, 1953, Gálvölgyi Judit, Galaktika 36.)
- Feltámad a szél (Veres Mihály, Galaktika 67.)
- A hivatásos bűnöző (Veres Mihály, Galaktika 69.)
- Össznépi csapda (Veres Mihály, Galaktika 76.)
- Szürke flanellpáncél (Veres Mihály, Galaktika 78.)
- A kiruccanás (Kaán Judit, Galaktika 96.)
- A Kockázat Jutalma (Veres Mihály, Galaktika 80.)
- Menyasszony utánvéttel (Borbás Mária, A csillagűzött szerető)
- Valamit semmiért (Something for Nothing, 1954, Gálvölgyi Judit, Ötvenedik, Kozmosz Könyvek)
- A világűr polgára (Citizen in Space, Vámosi Pál, Kaland a végeken)
- Világok Boltja (The Store of the Worlds, Walkóné Békés Ágnes, A pokolba tartó vonat)
- Hajnali hódító (Téridő – ugróknak, 2017)

Novelláskötetek:
- Zarándokút a földre (Pilgrimage to Earth, 1957)
- Vadászat (1994, Hunter/Victim, 1988)
- Aliens: A Halál árnyékában (1994)
- Ugyanaz duplán (1997, Hajja & Fiai, The Same to You Doubled, 1961)

## Kötetei magyarul
- Kozmikus főnyeremény. Tudományos-fantasztikus regény; ford. Baranyi Gyula, tan. Kuczka Péter; Kozmosz Könyvek, Bp., 1980 (Kozmosz fantasztikus könyvek)
- A státuscivilizáció; ford. Baranyi Gyula; Móra, Bp., 1989
- Zarándokút a Földre; ford. Nemes István et al.; Lícium-art, Debrecen, 1992
- Szabad préda. Freejack; ford. Nemes István, Szegi György; Lícium-art–Lap-ics, Debrecen, 1992
- A tizedik áldozat. Regény; ford. Nemes István, Szegi György; Lícium-art, Debrecen, 1993
- Vadászat; ford. Zsupos Attila, Hodosi Ildikó; Lícium-art, Debrecen, 1994
- A halál árnyékában; ford. Németh Attila; N&N, Bp., 1996 (Möbius)
- Ugyanaz duplán és más történetek; ford. Hajja Attila et al.; Hajja, Debrecen, 1997 (Science fiction & fantasy)

## Érdekességek
- Ő írta a The Twilight Zone sorozat számos epizódját
- Szabad préda c. regényéből Freejack címmel mozifilm készült, Mick Jagger és Emilio Estevez főszereplésével
- Dimension of Miracles (a csodák dimenziója) című regénye nagy hatással volt Douglas Adams-re is

## Fordítás
- Ez a szócikk részben vagy egészben a Robert Sheckley című angol Wikipédia-szócikk fordításán alapul.  Az eredeti cikk szerkesztőit annak laptörténete sorolja fel. Ez a jelzés csupán a megfogalmazás eredetét és a szerzői jogokat jelzi, nem szolgál a cikkben szereplő információk forrásmegjelöléseként.